# Felipe Enrique Neri
Felipe Enrique Neri, geboren Philip Hendrik Nering Bögel, bijnaam Baron de Bastrop (Paramaribo, 23 november 1759 - 23 februari 1827), was een Nederlands zakenman en landeigenaar in Texas.

## Biografie
Nering Bögel was een zoon van Conraed Laurens Nering en Maria Jacoba (Kraayvanger) Bögel. Hij werd geboren in Paramaribo en het gezin verhuisde in 1764 van Suriname naar Nederland. Philip voegde zich later bij de cavalerie. Hij trouwde op 28 april 1782 in Oldeboorn, Friesland, met Georgine Wolffeline Françoise Lycklama à Nijeholt. Ze vestigden zich in Leeuwarden, waar Neri werkte als belastinginner voor land en huizen. Het echtpaar kreeg vijf kinderen.

### Vlucht naar Noord-Amerika
In 1793 werd Nering ervan beschuldigd belastinggeld te gebruiken voor persoonlijk gewin. De provincie zette een beloning van 1.000 dukaten op zijn hoofd. Nering vluchtte met vrouw en kinderen via Hamburg - onder het pseudoniem Bastrop - en kwam voor het einde van het jaar in Philadelphia aan. Rond 1800 woonden ze in Frederick County, Maryland; vóór 1804 keerden zijn vrouw en dochters terug naar Nederland. Rond 1806 woonde hij in San Antonio, Texas. In het Spaanse Louisiana stelde Neri zich voor als een Nederlandse edelman, de Baron de Bastrop, die het land was ontvlucht vanwege de Franse invasie. Mensen geloofden zijn valse identiteit en Bastrop was al snel betrokken bij veel landtransacties waarmee hij een fortuin verdiende, maar later failliet ging. Hij kreeg toestemming van Spanje om een kolonie te vormen in de vallei van de Ouachitarivier.  Zijn contract met de Spaanse koloniale gouverneur Francisco Luis Héctor de Carondelet voorzag in een Europese nederzetting van 850.000 akkers aan de Ouachita. Hoewel negenennegentig kolonisten zich in het gebied vestigden, werd het project stopgezet toen Louisiana zich realiseerde dat het te weinig geld in de schatkist had om de kolonisatie tot bloei te laten komen.

### Loopbaan in Texas
Toen de verkoop van Louisiana van Frankrijk aan de Verenigde Staten was afgerond, verhuisde hij naar Texas en kreeg een vergunning om een kolonie te stichten tussen Bexar en de Trinityrivier. Hij verhuisde in 1806 naar San Antonio, waar hij zich voordeed als een loyaal onderdaan die fel gekant was tegen de verkoop van Louisiana aan de VS. In 1810 werd hij benoemd tot tweede alcalde (burgemeester en rechter) van de Spaanse stad.
In 1820 ontmoette hij Moses Austin, wiens verzoek om Anglo-Amerikaanse kolonisten naar Texas te brengen kort ervoor was afgewezen. Hij had Moses Austin twintig jaar eerder op een gastvrije manier leren kennen. Neri gebruikte zijn invloed om Moses Austin te helpen, en later Stephen F. Austin om fondsen te verwerven om Anglo-Amerikaanse kolonisten naar Texas te halen, die later de Old Three Hundred zouden worden genoemd.
In 1820 werd Neri gekozen als commissaris van kolonisatie voor de kolonie van Stephen F. Austin. In 1823 werd hij verkozen tot provinciaal gedeputeerde van San Antonio, en later tot lid van het stadsbestuur van Coahuila y Tejas in 1824. Hier bleef hij aan tot zijn dood op 23 februari 1827. Aan het einde van zijn leven woonde hij in Saltillo. Hij liet onvoldoende geld achter voor zijn begrafenis, waardoor de kosten door andere leden van het stadsbestuur werden betaald. In zijn testament liet hij land na aan zijn vrouw en kinderen in Nederland. Jaren later werd zijn ware identiteit onthuld.

## Nalatenschap
Neri wordt herinnerd als een belangrijke en invloedrijke persoon in de Anglo-Amerikaanse kolonisatie van Texas. De volgende plaatsen zijn naar hem vernoemd:
- Bastrop, Louisiana
- Bastrop County, Texas
- Bastrop, Texas
- De Bastrop Township, Ashley County, Arkansas